# Списък на знамената на зависимите територии
Списък на знамената на зависимите територии – съдържа знамена на зависими територии.
За знамена на суверенни държави вижте Списък на националните знамена.

## А
- Знаме на Американска Самоа
- Знаме на Американските Вирджински острови
- Знаме на Ангуила
- Знаме на Аруба

## Б
- Знаме на Бермудските острови
- Знаме на Британската антарктическа територия
- Знаме на Британската индоокеанска територия
- Знаме на Британските Вирджински острови

## Г
- Знаме на Гибралтар
- Знаме на Гренландия
- Знаме на Гуам
- Знаме на Гърнси

## Д
- Знаме на Джърси

## К
- Знаме на Кокосовите острови
- Знаме на Коледния остров
- Знаме на островите Кук
- Знаме на Кюрасао

## М
- Знаме на Майот
- Знаме на остров Ман
- Знаме на Мидуей
- Знаме на Монсерат

## Н
- Знаме на Ниуе
- Знаме на Нова Каледония
- Знаме на Норфолк

## П
- Знаме на Палмира
- Знаме на Питкерн
- Знаме на Пуерто Рико

## С
- Знаме на Света Елена
- Знаме на Северните Мариански острови
- Знаме на Сен Бартелми
- Знаме на Сен Мартен
- Знаме на Сен Пиер и Микелон
- Знаме на Синт Мартен

## Т
- Знаме на Токелау
- Знаме на Търкс и Кайкос

## У
- Знаме на Уейк
- Знаме на Уолис и Футуна

## Ф
- Знаме на Фарьорските острови
- Знаме на Фолкландските острови
- Знаме на Френска Полинезия
- Знаме на Френските южни и антарктически територии

## Ю
- Знаме на Южна Джорджия и Южните Сандвичеви острови

## Зависими територии без собствено знаме
- Акротири и Декелия използва знамето на Обединеното кралство.
- Островите Ашмор и Картие, Кораловите острови и островите Хърд и Макдоналд използват знамето на Австралия.
- Остров Бейкър, остров Джарвис, рифът Кингман и остров Хоуланд използват знамето на САЩ.
- Буве използва знамето на Норвегия.
- Остров Клипертон използва знамето на Франция.